# The Leopard Woman
The Leopard Woman er en amerikansk stumfilm fra 1920 af Wesley Ruggles.

## Medvirkende
- Louise Glaum
- House Peters som John Culbertson
- Noble Johnson som Chaké
- Benny Ayers
- Nathan Curry
- Alfred Hollingsworth